# Найкоротша
Найкоротша — термін метричної геометрії, що означає криву, яка з'єднує дві точки метричного простору і довжина цієї кривої буде найменшою серед усіх кривих з кінцями у цих точках.
Найкоротших може бути декілька. Наприклад, на сфері діаметрально протилежні точки з'єднуються безліччю найкоротших.

## Пов'язані визначення
- Підпростір називається геодезичним підпростором, якщо будь-які дві точки підпростору можна з'єднати найкоротшою і, вона належить підпростору.
- Геодезична лінія — крива в метричному просторі, яка в малому околі є найкоротшою.

## Приклади
- Пряма буде геодезичним підпростором площини або простору En, (n>1).
- Площина буде геодезичним підпростором простору En, (n>2).
- Коло буде геодезичним підпростором сфери Sn, (n>1).

## Властивості
- У повному просторі з внутрішньої метрикою довжина найкоротшої збігається з відстанню між її кінцями.
- Теорема Гопфа — Рінова: В локально компактному просторі з внутрішньої метрикою існує найкоротша між будь-якими двома точками.
- У загальному випадку між точками метричного простору найкоротшої може не існувати.